# Hoła Prystań
Hoła Prystań (ukr. Гола Пристань) – miasto na południu Ukrainy pod okupacją rosyjską, w obwodzie chersońskim, na brzegu Dniepru. Wchodzi w skład rejonu skadowskiego (do 2020 roku centrum administracyjne zlikwidowanego rejonu hołoprystańskiego).

## Historia
Miejscowość założona w 1709 roku jako własność państwowa.
W 1816 roku liczyła 150 zagród.
Prawa miejskie od 1958 roku.
W 1989 liczyła 17 105 mieszkańców.
W 2013 liczyła 14 870 mieszkańców.